# خط ایست

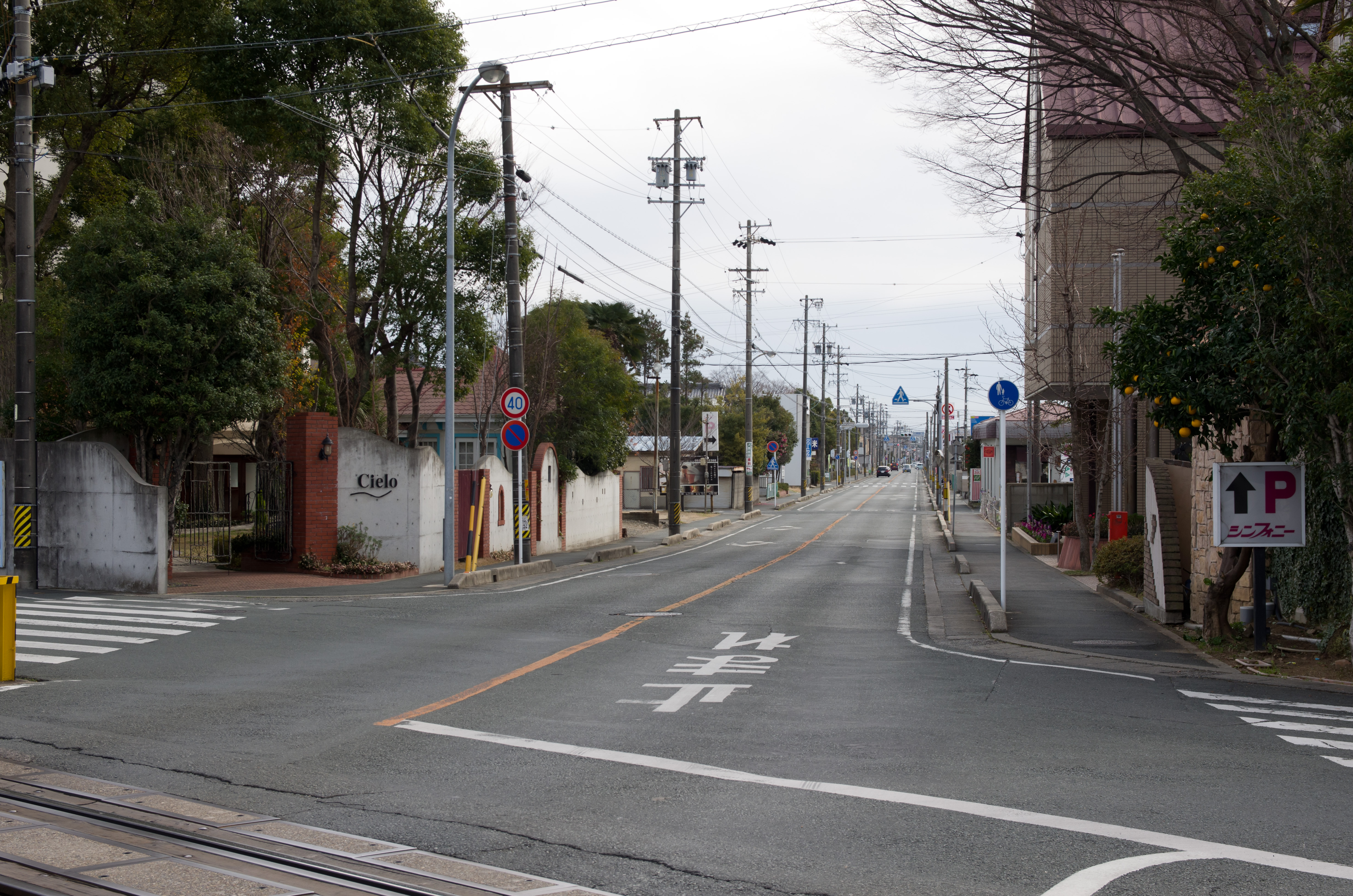
Stop line in Toyokawa, Aichi, Japan

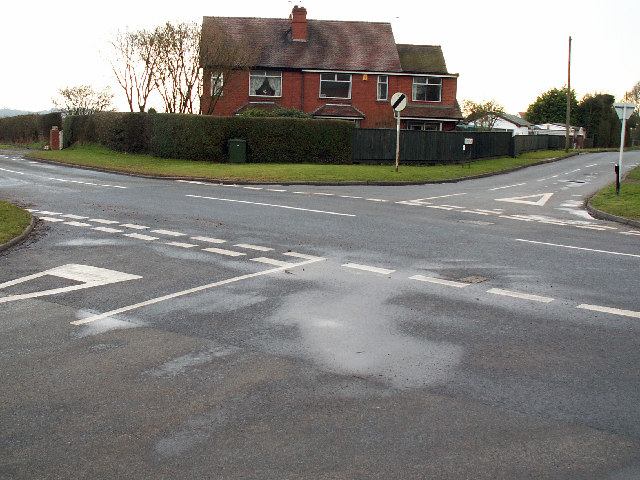
Give Way lines in the UK

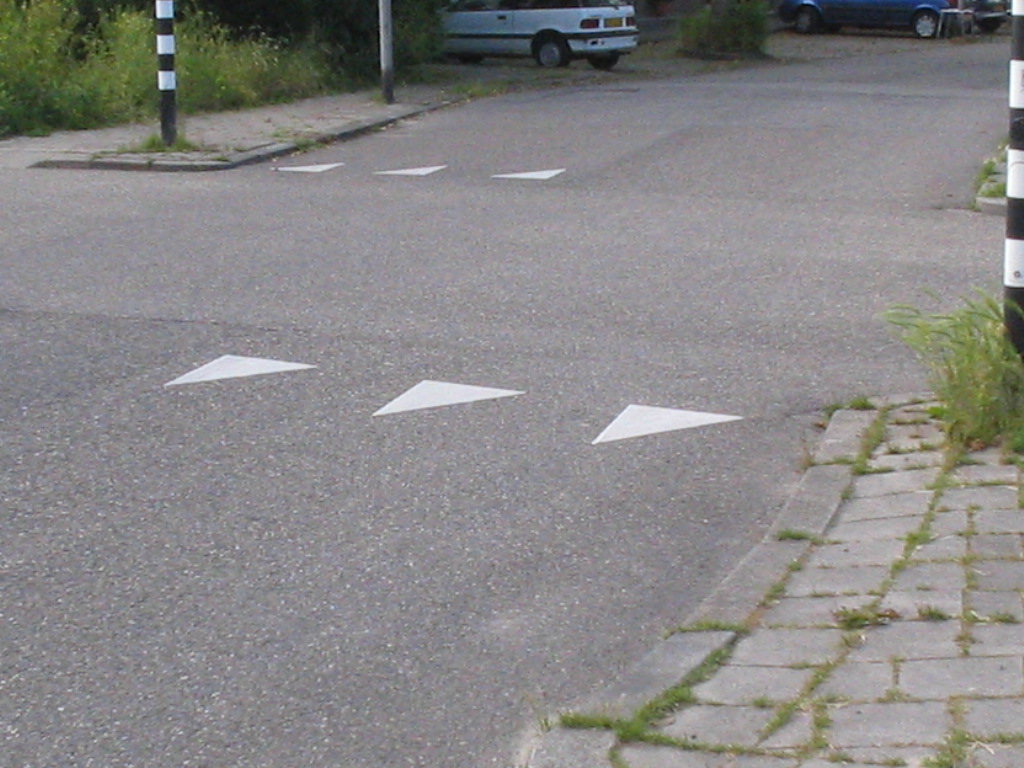
"Shark's teeth" yield lines (white isosceles triangles) as used in the US and many European countries

خطوط ایست و احتیاط عبارتند از نشانه گذاری عرضی سطح  جاده که رانندگان را مطلع می کند تا در هنگام نزدیک شدن به تقاطع باید متوقف شوند یا احتیاط کنند.
در برخی موارد، خطوط ایست و احتیاط، پیش از تقاطع در وسط خیابان برای عبور عابر پیاده مورد استفاده قرار می گیرند.
راننده خودرو پس از مشاهده تابلوی ایست باید پشت خط ایست توقف کند تا خودرویی که زود تر به تقاطع رسیده حرکت کند. و یا پس از توقف پشت خط ایست به عابر پیاده اجازه عبور از تقاطع را بدهد.